# American Quarter Horse Association

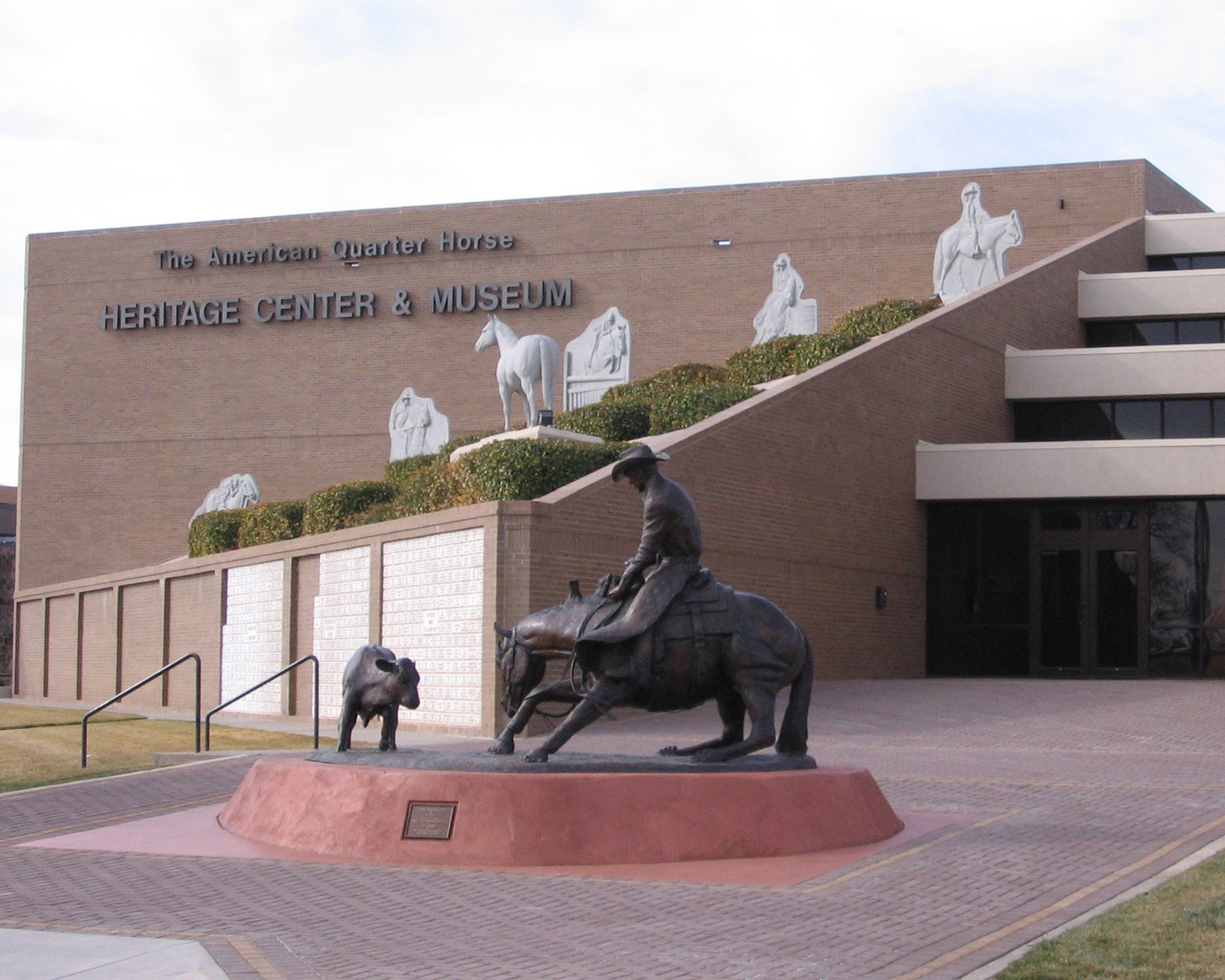
Das AQHA Heritage Center and Museum

Die American Quarter Horse Association (AQHA) ist ein Zuchtverband für American Quarter Horses mit Sitz in Amarillo, Texas. Mit über 5 Millionen registrierten Pferden ist sie der größte Pferdezuchtverband der Welt. Außerdem ist die AQHA der Dachverband aller internationalen American-Quarter-Horse-Verbände.
Jedes Jahr wird in Oklahoma City die Weltmeisterschaft der AQHA ausgetragen. Mit über 2,5 Millionen Dollar ist diese World Show jedes Jahr dotiert.

## Museum
Im Museum gibt es ein Hall of Fame für Quarter Horses und Menschen, die sich Quarter Horses verdient gemacht haben. In die Hall of Fame werden herausragende Quarter Horses aufgenommen, beispielsweise Poco Lena und ihr Sohn Doc O'Lena.